# ديانا كلاينر
ديانا كلاينر (بالإنجليزية: Diana Kleiner)‏ هي مؤرخة أمريكية، ولدت في 1947.